# RGB
RGB je aditivni model boja kod kojeg se zbrajanjem osnovnih boja dobiva bijela boja. Skraćenica je oznaka boja u engleskom jeziku: red (crvena), green (zelena), blue (plava). Jedna boja se opisuje kroz tri vrijednosti: dio crvene, dio zelene i dio plave boje. Svaki dio boje varira između 0% i 100%. 
Prostor RGB-boja se shematizira u obliku kocke: